# Лозове (Краматорський район)
Лозове́ — село в Україні, у Лиманській міській територіальній громаді Донецької області. У селі мешкає 736 осіб.